# Kanton Vonnas
 Vonnas  is een kanton van het Franse departement Ain. Het kanton maakt deel uit van het arrondissement  Bourg-en-Bresse.

Het telt 24.341 inwoners in 2018.

Het kanton werd gevormd ingevolge het decreet van 13 februari 2014 met uitwerking op 22 maart 2015.

## Gemeenten
Het kanton omvat volgende 19 gemeenten:
- Bey
- Biziat
- Chanoz-Châtenay
- Chaveyriat
- Cormoranche-sur-Saône
- Crottet
- Cruzilles-lès-Mépillat
- Grièges
- Laiz
- Mézériat
- Perrex
- Pont-de-Veyle
- Saint-André-d'Huiriat
- Saint-Cyr-sur-Menthon
- Saint-Genis-sur-Menthon
- Saint-Jean-sur-Veyle
- Saint-Julien-sur-Veyle
- Saint-Laurent-sur-Saône
- Vonnas